# Liste des chemins de fer japonais
La liste des chemins de fer japonais concerne les quelque 200 entreprises ferroviaires, ou compagnies de transport sur rail, qui opèrent sur le territoire du Japon.

## Japan Railway: entreprises issues des ex-Japanese National Railways
- Hokkaido Railway Company (北海道旅客鉄道, Hokkaidō Ryokaku Tetsudō?), communément appelée JR Hokkaido.
- East Japan Railway Company (東日本旅客鉄道, Higashi Nihon Ryokaku Tetsudō?), communément appelée JR East.
- Central Japan Railway Company (東海旅客鉄道, Tōkai Ryokaku Tetsudō?), communément appelée JR Central.
- West Japan Railway Company (西日本旅客鉄道, Nishi Nihon Ryokaku Tetsudō?), communément appelée JR West.
- Shikoku Railway Company (四国旅客鉄道, Shikoku Ryokaku Tetsudō?), communément appelée JR Shikoku.
- Kyushu Railway Company (九州旅客鉄道, Kyūshū Ryokaku Tetsudō?), communément appelée JR Kyushu.
- Japan Freight Railway Company (日本貨物鉄道, Nihon Kamotsu Tetsudō?), communément appelée JR Freight.

## Chemins de fer privés: les seize grands

### Région du Kantō
- Keikyū Corporation (京浜急行電鉄, Keihin Kyūkō Dentetsu?, Chemins de fer électriques express de Tokyo et Yokohama), communément appelée Keikyū.
- Keiō Corporation (京王電鉄, Keiō Dentestsu?, Chemins de fer électriques de Tokyo et Hachioji), communément appelée Keiō.
- Keisei Electric Railway (京成電鉄, Keisei Dentetsu?, Chemins de fer électriques express de Tokyo et Narita), communément appelée Keisei.
- Odakyū Electric Railway (小田急電鉄, Odakyū Dentetsu?, Chemins de fer électriques express d'Odawara), communément appelée Odakyū.
- Sagami Railway (相模鉄道, Sagami Tetsudō?, Chemins de fer de l'ancienne province de Sagami), communément appelée Sōtetsu.
- Seibu Railway (西武鉄道, Seibu Tetsudō?, Chemins de fer de Seibu) ; Chemins de fer de l'ouest de Tokyo et Saitama, communément appelée Seibu.
- Tōbu Railway (東武鉄道, Tōbu Tetsudō?, Chemins de fer de Tōbu) ; Chemins de fer de l'est de Tokyo et Saitama, communément appelée Tōbu.
- Tokyo Metro (東京地下鉄 ou 東京メトロ, Tōkyō Chikatetsu ou Tōkyō Metoro?, Métro de Tokyo)
- Tōkyū Corporation (東京急行電鉄, Tōkyō Kyūkō Dentetsu?, Chemins de fer électriques Express de Tokyo), communément appelée Tōkyū.

### Région du Chūbu
- Nagoya Railroad (名古屋鉄道, Nagoya Tetsudō?, Chemins de fer de Nagoya), communément appelée Meitetsu.

### Région du Kansai
- Hankyū Railway (阪急電鉄, Hankyū Dentetsu?, Chemins de fer électriques de Kyoto, Osaka et Kobe), communément appelée Hankyū.
- Hanshin Electric Railway (阪神電気鉄道, Hanshin Denki Tetsudō?, Chemins de fer électriques d'Osaka-Kōbe), communément appelée Hanshin.
- Keihan Electric Railway (京阪電気鉄道, Keihan Denki Tetsudō?, Chemins de fer électriques de Kyoto-Osaka), communément appelée Keihan.
- Kintetsu Corporation (近畿日本鉄道, Kinki Nippon Tetsudō?, Chemins de fer japonais de la région du Kinki), communément appelée Kintetsu.
- Nankai Electric Railway (南海電気鉄道, Nankai Denki Tetsudō?, Chemins de fer électriques du Nankaidō), communément appelée Nankai.

### Île de Kyūshū
- Nishi-Nippon Railroad (西日本鉄道, Nishi-nippon Tetsudō?, Chemins de fer de l'ouest du Japon), communément appelée Nishitetsu.

## Autres chemins de fer privés d'importance

### Région duKantō
- Shin-Keisei Electric Railway (新京成電鉄, Shin-Keisei Dentetsu?, Chemin de fer électrique Shin-Keisei)

### Région duKansai
- Kita-Osaka Kyuko Railway (北大阪急行電鉄, Kita-Ōsaka Kyūkō Dentetstu?, Chemins de fer électriques Express d'Osaka-nord) ; abrégé en Kitakyū (北急?)
- Kobe Electric Railway (神戸電気鉄道, Kōbe Denki Tetsudō?, Chemins de fer électriques de Kōbe) ; abrégé en Shintetsu (神鉄?)
- Kobe Rapid Transit Railway (神戸高速鉄道, Kōbe Kōsoku Tetsudō?, Chemins de fer rapides de Kōbe), qui possède des lignes mais n'exploite pas de trains
- Semboku Rapid Railway (泉北高速鉄道, Senboku Kōsoku Tetsudō?, Chemins de fer rapides Semboku), géré par Ōsaka Prefectural Urban Development (大阪府都市開発, Ōsaka-fu Toshi Kaihatsu?, Développement urbain de la préfecture d’Ōsaka)
- Sanyo Electric Railway (山陽電気鉄道, Sanyō Denki Tetsudō?, Chemins de fer électriques Sanyō)

## Chemins de fer secondaires

### Région duTōhoku
Préfecture d'Aomori
- Aoimori Railway (青い森鉄道, Aoimori Tetsudō?)
- Kōnan Railway (弘南鉄道, Kōnan Tetsudō?)
- Tsugaru Railway (津軽鉄道, Tsugaru Tetsudō?) ; abrégé en Tsutetsu (津鉄?)

Préfecture d'Iwate
- Iwate Galaxy Railway (いわて銀河鉄道, Iwate Ginga Tetsudō?) (IGR)
- Sanriku Railway (三陸鉄道, Sanriku Tetsudō?) ; abrégé en Santetsu (三鉄?)

Préfecture de Miyagi
- Sendai Airport Transit (仙台空港鉄道, Sendai Kūkō Tetsudō?)

Préfecture de Fukushima
- AbukumaExpress (阿武隈急行, Abukuma Kyūkō?) ; abrégé en Abukyū (阿武急?)
- Aizu Railway (会津鉄道, Aizu Tetsudō?)
- Fukushima Transportation (福島交通, Fukushima Kōtsū?)

Préfecture d'Akita
- Akita Nairiku Jūkan Railway (秋田内陸縦貫鉄道, Akita Nairiku Jūkan Tetsudō?)
- Yuri Kōgen Railway (由利高原鉄道, Yuri Kōgen Tetsudō?)

Préfecture de Yamagata
- Yamagata Railway (山形鉄道, Yamagata Tetsudō?)

### Région duKantō
Préfecture d'Ibaraki
- Hitachinaka Seaside Railway (ひたちなか海浜鉄道, Hitachinaka Kaihin Tetsudō?)
- Kantō Railway (関東鉄道, Kantō Tetsudō?) ; abrégé en Kantetsu (関鉄?)
- Kashima Rinkai Tetsudo (鹿島臨海鉄道, Kashima Rinkai Tetsudō?) (KRT)

Préfecture de Tochigi
- Moka Railway (真岡鐵道, Mōka Tetsudō?)
- Yagan Railway (野岩鉄道, Yagan Tetsudō?)

Préfecture de Gunma
- Jomo Electric Railway (上毛電気鉄道, Jōmō Denki Tetsudō?)
- Jōshin Electric Railway (上信電鉄, Jōshin Dentetsu?)
- Watarase Keikoku Railway (わたらせ渓谷鐵道, Watarase Keikoku Tetsudō?)

Préfecture de Saitama
- Chichibu Railway (秩父鉄道, Chichibu Tetsudō?)
- Saitama Railway (埼玉高速鉄道, Saitama Kōsoku Tetsudō?) (SR)

Préfecture de Chiba
- Chiba Newtown Railway (千葉ニュータウン鉄道, Chiba Nyūtaun Tetsudō?)
- Choshi Electric Railway (銚子電気鉄道, Chōshi Denki Tetsudō?) ; abrégé en Chōden (銚電?)
- Hokuso-Railway (北総鉄道, Hokusō Tetsudō?)
- Isumi Railway (いすみ鉄道, Isumi Tetsudō?)
- Kominato Railway (小湊鉄道, Kominato Tetsudō?)
- Shibayama Railway (芝山鉄道, Shibayama Tetsudō?)
- Ryutetsu (流鉄, Ryūtetsu?)
- Toyo Rapid Railway (東葉高速鉄道, Tōyō Kōsoku Tetsudō?)

Préfecture de Tokyo
- Metropolitan Intercity Railway Company (首都圏新都市鉄道, Shuto-ken Shin-toshi Tetsudō?)
- Tokyo Waterfront Area Rapid Transit (東京臨海高速鉄道, Tōkyō Rinkai Kōsoku Tetsudō?) (TWR)

Préfecture de Kanagawa
- Chemin de fer électrique d'Enoshima (江ノ島電鉄, Enoshima dentetsu?)
- Hakone Tozan Railway (箱根登山鉄道, Hakone Tozan Tetsudō?)
- Yokohama Minatomirai Railway (横浜高速鉄道, Yokohama Minatomirai Tetsudō?)

### Région duChūbu
Préfecture de Niigata
- Echigo Tokimeki Railway (えちごトキめき鉄道, Echigo Tokimeki Tetsudō?) (ETR)
- Hokuetsu Express (北越急行, Hokuetsu Kyūkō?)

Préfecture de Toyama
- Ainokaze Toyama Railway (あいの風とやま鉄道, Ainokaze Toyama Tetsudō?)
- Kurobe Gorge Railway (黒部峡谷鉄道, Kurobe Kyōkoku Tetsudō?)
- Toyama Chihō Railway (富山地方鉄道, Toyama Chihō Tetsudō?) ; abrégé en Chitetsu (地鉄?)

Préfecture d'Ishikawa
- Hokuriku Railroad (北陸鉄道, Hokuriku Tetsudō?) ; abrégé en Hokutetsu (北鉄?)
- IR Ishikawa Railway (IRいしかわ鉄道, IR Ishikawa Tetsudō?)
- NotoTetudou Corporation (のと鉄道, Noto Tetsudō?)

Préfecture de Fukui
- Echizen Railway (えちぜん鉄道, Echizen Tetsudō?)
- Hapi-Line Fukui (ハピラインふくい, Hapirain Fukui?)

Préfecture de Yamanashi
- Fuji Kyuko (富士急行, Fuji Kyūkō?) ; abrégé en Fuji-Q (富士急, Fujikyū?)

Préfecture de Nagano
- Alpico Kotsu (アルピコ交通, Arupiko Kōtsū?)
- Nagano Electric Railway (長野電気鉄道, Nagano Denki Tetsudō?) ; abrégé en Nagaden (長電?)
- Shinano Railway (しなの鉄道, Shinano Tetsudō?)
- Ueda Kotsu (上田交通, Ueda Kōtsū?)

Préfecture de Gifu
- Akechi Railroad Company (明知鉄道, Akechi Tetsudō?) ; abrégé en Aketetsu (明鉄?)
- Nagaragawa Railway (長良川鉄道, Nagaragawa Tetsudō?) ; abrégé en Nagatetsu (長鉄?)
- Tarumi Railway (樽見鉄道, Tarumi Tetsudō?)
- Yoro Railway (養老鉄道, Yōrō Tetsudō?)

Préfecture de Shizuoka
- Enshū Railway (遠州鉄道, Enshū Tetsudō?) ; abrégé en Entetsu (遠鉄?)
- Gakunan Electric Train (岳南電車, Gakunan Densha?)
- Izuhakone Railway (伊豆箱根鉄道, Izuhakone Tetsudō?)
- Izukyū Corporation (伊豆急行, Izu Kyūkō?)
- Ōigawa Railway (大井川鐵道, Ōigawa Tetsudō?) ; abrégé en Daitetsu (大鐵?)
- Shizuoka Railway (静岡鉄道, Shizuoka Tetsudō?) ; abrégé en Shizutetsu (静鉄?)
- Tenryū Hamanako Railroad (天竜浜名湖鉄道, Tenryū Hamanako Tetsudō?) ; abrégé en Tenhama (天浜?)

Préfecture d'Aichi
- Aichi Loop Railway (愛知環状鉄道, Aichi Kanjō Tetsudō?) ; abrégé en Aikan (愛環?)
- Nagoya Rinkai Rapid Transit (Ligne Aonami) (名古屋臨海高速鉄道 (あおなみ線), Nagoya Rinkai Kōsoku Tetsudō (Aonami-sen)?)
- Tokai Transport Service Company (東海交通事業, Tōkai Kōtsū Jigyō?) (TKJ)
- Toyohashi Railroad (豊橋鉄道, Toyohashi Tetsudō?) ; abrégé en Toyotetsu (豊鉄?)

Préfecture de Mie
- Iga Railway (伊賀鉄道, Iga Tetsudō?)
- Ise Railway (伊勢鉄道, Ise Tetsudō?) ; abrégé en Isetetsu (伊勢鉄?)
- Sangi Railway (三岐鉄道, Sangi Tetsudō?)
- Yokkaichi Asunarou Railway (四日市あすなろう鉄道, Yokkaichi Asunarō Tetsudō?)

### Région duKansai
Préfecture de Shiga
- Ohmi Railway (近江鉄道, Ōmi Tetsudō?)
- Shigaraki Kohgen Railway (信楽高原鐵道, Shigaraki Kōgen Tetsudō?)

Préfecture de Kyōto
- Eizan Electric Railway (叡山電鉄-, Eizan Dentetsu?) ; abrégé en Eiden (叡電?)
- Kitakinki Tango Railway (北近畿タンゴ鉄道, Kitakinki Tango Tetsudō?) (KTR)
- Sagano Scenic Railway (嵯峨野観光鉄道, Sagano Kankō Tetsudō?)

Préfecture d’Ōsaka
- Mizuma Railway (水間鉄道, Mizuma Tetsudō?) ; abrégé en Suitetsu (水鉄?)

Préfecture de Hyōgo
- Hōjō Railway (北条鉄道, Hōjō Tetsudō?)
- Nose Electric Railway (能勢電気鉄道, Nose Denki Tetsudō?) ; abrégé en Noseden (能勢電?)

Préfecture de Wakayama
- Kishu Railway (紀州鉄道, Kishū Tetsudō?)  ; abrégé en Kitetsu (紀鉄?)
- Wakayama Electric Railway (和歌山電鐵, Wakayama Dentetstu?)

### Région duChūgoku
Préfecture de Tottori
- Chizu Express (智頭急行, Chizu Kyūkō?)
- Wakasa Railway (若桜鉄道, Wakasa Tetsudō?)

Préfecture de Shimane
- Ichibata Electric Railway (一畑電車, Ichibata Densha?); abrégé en Bataden (畑電?)

Préfecture d'Okayama
- Ibara Railway (井原鉄道, Ibara Tetsudō?)
- Mizushima Rinkai Railway (水島臨海鉄道, Mizushima Rinkai Tetsudō?)

Préfecture de Yamaguchi
- Nishikigawa Tetudou (錦川鉄道, Nishikigawa Tetsudō?)

### Île deHokkaidō
Préfecture de Hokkaidō
- South Hokkaido Railway (道南いさりび鉄道, Dōnan Isaribi Tetsudō?)

### Île deShikoku
Préfecture de Tokushima
- Asa Coast Railway Company (阿佐海岸鉄道, Asa Kaigan Tetsudō?) ; abrégé en Asatetsu (阿佐鉄?)

Préfecture de Kagawa
- Takamatsu-Kotohira Electric Railroad (高松琴平電気鉄道, Takamatsu-Kotohira Denki Tetsudō?) ; abrégé en Kotoden (琴電?)

Préfecture d'Ehime
- Iyo Railway (伊予鉄道, Iyo Tetsudō?) ; abrégé en Iyotetsu (伊予鉄?)

Préfecture de Kōchi
- Tosa Kuroshio Railway (土佐くろしお鉄道, Tosa Kuroshio Tetsudō?)

### Île deKyūshū
Préfecture de Fukuoka
- Amagi Tetsudou (甘木鉄道, Amagi Tetsudō?) ; abrégé en Amatetsu (甘鉄?)
- Heisei Chikuho Railway (平成筑豊鉄道, Heisei Chikuhō Tetsudō?) ; abrégé en Heichiku (平筑?)
- Chikuho Electric Railroad (筑豊電気鉄道, Chikuhō Denki Tetsudō?)

Préfecture de Nagasaki
- Matsuura Railway (松浦鉄道, Matsuura Tetsudō?) (MR)
- Shimabaratetsudou (島原鉄道, Shimabara Tetsudō?) ; abrégé en Shimatetsu (島鉄?)

Préfecture de Kumamoto
- Hisatsu Orange Railway (肥薩おれんじ鉄道, Hisatsu Orenji Tetsudō?)
- Kumagawa Railroad (くま川鉄道, Kumagawa Tetsudō?) ; abrégé en Kumatetsu (くま鉄?)
- Kumamotodentetsu (熊本電気鉄道, Kumamoto Denki Tetsudō?) ; abrégé en Kumaden (熊電?)
- Minami-Aso Railway (南阿蘇鉄道, Minamiaso Tetsudō?)

## Métros
- Métro municipal de Sapporo (札幌市営地下鉄, Sapporo-shi Chikatetsu?), géré par le Bureau des transports de la ville de Sapporo (札幌市交通局, Sapporo-shi Kōtsū-kyoku?)
- Métro municipal de Sendai (仙台市営地下鉄, Sendai-shi Chikatetsu?), géré par le Bureau des transports de la ville de Sendai (仙台市交通局, Sendai-shi Kōtsū-kyoku?)
- Tokyo Metro (東京地下鉄, Tōkyō Chikatetsu?), compagnie privée détenue par le Gouvernement japonais et le Gouvernement métropolitain de Tokyo
- Métro préfectoral de Tokyo (都営地下鉄, Toei Chikatetsu?), géré par le Tokyo Metropolitan Bureau of Transportation (東京都交通局, Tōkyō-to Kōtsū-kyoku?)
- Métro municipal de Yokohama (横浜市営地下鉄, Yokohama-shi Chikatetsu?), géré par le Bureau des transports de la ville de Yokohama (横浜市交通局, Yokohama-shi Kōtsū-kyoku?)
- Métro municipal de Nagoya (名古屋市営地下鉄, Nagoya-shi Chikatetsu?), géré par le Bureau des transports de la ville de Nagoya (名古屋市交通局, Nagoya-shi Kōtsū-kyoku?)
- Métro municipal de Kyōto (京都市営地下鉄, Kyōto-shi Chikatetsu?), géré par le Kyoto Municipal Transportation Bureau (京都市交通局, Kyōto-shi Kōtsū-kyoku?)
- Osaka Metro (大阪市高速電気軌道 ou 大阪メトロ, Ōsaka-shi kōsoku denki kidō ou Ōsaka Metoro?), compagnie privée détenue par la municipalité d'Ōsaka
- Métro municipal de Kobe (神戸市営地下鉄, Kōbe-shi Chikatetsu?), géré par le Bureau des transports municipaux de Kobe (神戸市交通局, Kōbe-shi Kōtsū-kyoku?)
- Métro municipal de Fukuoka (福岡市地下鉄, Fukuoka-shi Chikatetsu?), géré par le Fukuoka Municipal Transportation Bureau (福岡市交通局, Fukuoka-shi Kōtsū-kyoku?)

## Monorails
- Monorail de Chiba (千葉都市モノレール, Chiba Toshi Monorēru?)
- Ligne Tokyo Disney Resort (舞浜リゾートライン (ディズニーリゾートライン), Maihama Rizōto Rain (Diwunī Rizōto Rain)?)
- Monorail du zoo d'Ueno (上野モノレール, Ueno Monorēru?) (fermé en 2019)
- Monorail de Tokyo (東京モノレール, Tōkyō Monorēru?), géré par le Bureau des Transports de la Métropole de Tokyo (東京都交通局, Tōkyō-to Kōtsū-kyoku?)
- Monorail Tama Toshi (多摩都市モノレール, Tama Toshi Monorēru?)
- Monorail Shōnan (湘南モノレール, Shōnan Monorēru?)
- Monorail d'Osaka (大阪モノレール, Ōsaka Monorēru?), géré par Ōsaka Express Railway (大阪高速鉄道, Ōsaka Kōsoku Tetsudō?)
- Ligne Skyrail Midorizaka (スカイレールみどり坂線, Sukairēru Midorizaka-sen?), gérée par Skyrail Service (fermé en 2024)
- Monorail de Kitakyūshū (北九州モノレール, Kitakyūshū Monorēru?), géré par Kitakyūshū Express Railway (北九州高速鉄道, Kitakyūshū Kōsoku Tetsudō?)
- Monorail Okinawa Toshi (Yui Rail) (沖縄都市モノレール (ゆいレール), Okinawa Toshi Monorēru (Yui Rēru)?)

## Tramways et métros légers (light rail)
La distinction entre train et tramway est relative à la loi japonaise. Le matériel roulant sur la ligne n'entre pas en ligne de compte.
- Réseaux gérés par des compagnies publiques
  - Tramway de Sapporo géré par le Bureau des Transports de la Ville de Sapporo
  - Tramway de Hakodate géré par le Bureau des Transports de la Ville de Hakodate
  - Ligne Toden Arakawa gérée par le Bureau des Transports de la Métropole de Tokyo (Toei)
  - Tramway de Kumamoto géré par le Bureau des Transports de la ville de Kumamoto
  - Tramway de Kagoshima géré par le Bureau des Transports de la ville de Kagoshima

- Réseaux gérés par des compagnies du 3e secteur
  - Métro léger d'Utsunomiya géré par Utsunomiya Light Rail
  - Tramway de Takaoka géré par Manyōsen
  - Tramway de Kochi géré par Tosaden Kōtsū

- Réseaux gérés par des compagnies privées
  - ligne Setagaya gérée par Tōkyū à Tokyo
  - Tramway de Toyama géré par Toyama Chihō Railway
  - Tramway de Toyohashi géré par Toyohashi Railroad
  - Tramway de Fukui géré par Fukui Railway
  - Tramway de Kyoto géré par Keifuku Electric Railroad
  - Lignes Ōtsu gérées par Keihan Electric Railway à Kyoto et Ōtsu (réseau partiellement en souterrain et relié au métro de Kyoto)
  - Tramway d'Osaka géré par Hankai Tramway
  - Tramway d'Okayama géré par Okayama Electric Tramway
  - Tramway d'Hiroshima géré par Hiroshima Electric Railway (le plus grand réseau de tramway du Japon)
  - Tramway de Matsuyama géré par Iyo Railway
  - Tramway de Nagasaki géré par Nagasaki Electric Tramway

- Anciens réseaux de tramway (liste non exhaustive)
  - Gifu : réseau de plusieurs lignes gérées par Nagoya Railroad. La dernière ligne a fermé en 2005.
  - Kitakyūshū : réseau de plusieurs lignes gérées par Nishi-Nippon Railroad. La dernière ligne a fermé en 2000.

## Nouveaux systèmes de transport urbain
- Ligne Astram (アストラムライン?), géré par le Hiroshima Rapid Transit (広島高速交通, Hiroshima Kōsoku Kōtsū?) : véhicule automatique léger
- Ligne Kanazawa Seaside (金沢シーサイドライン, Kanazawa Shīsaido Rain?) géré par Yokohama Seaside Line (横浜シーサイドライン, Yokohama Shīsaido Rain?) : véhicule automatique léger
- Ligne Seibu Yamaguchi (西武山口線, Seibu Yamaguchi-sen?) : véhicule automatique léger
- Ligne Skyrail Midorizaka (スカイレールみどり坂線?) : monorail spécifique
- Ligne Yamaman Yūkarigaoka (山万ユーカリが丘線, Yamaman Yūkarigaoka-sen?) : véhicule automatique léger
- Ligne Yutorīto (ゆとりーとライン?) des Nagoya Guideway Bus (名古屋ガイドウェイバス?) : bus à haut niveau de service
- Linimo (リニモ?), géré par le Aichi Rapid Transit (愛知高速交通, Aichi Kōsoku Kōtsū?) : train à sustentation magnétique
- New Shuttle (ニューシャトル?) géré par le Saitama New Urban Transit (埼玉新都市交通, Saitama Shin-toshi Kōtsū?) : véhicule léger à conduite manuelle
- New Tram (ニュートラム?), géré par le Osaka Municipal Transportation Bureau (大阪市交通局, Ōsaka-shi Kōtsū-kyoku?) : véhicule automatique léger
- New Transit Yurikamome (新交通ゆりかもめ?) : véhicule automatique léger
- Nippori-Toneri Liner : véhicule automatique léger (mis en service le 30 mars 2008)
- Port Liner (ポートライナー?) et Rokkō Liner (六甲ライナー?), géré par le Kōbe New Transit (神戸新交通, Kōbe Shin-toshi Kōtsū?) : véhicule automatique léger

## Funiculaires
Région du Tōhoku
- Ligne Seikan Tonneru Tappi Shakō (青函トンネル竜飛斜坑線, Seikan Tonneru Tappi Shakō-sen?)

Région du Kantō
- Funiculaire Hakone Tozan (箱根登山ケーブルカー, Hakone Tozan Kēburukā?)
- Funiculaire Mitake Tozan (御岳登山ケーブル, Mitake Tozan Kēburu?)
- Funiculaire du mont Tsukuba (筑波山ケーブルカ, Tsukubasan Kēburukā?)
- Funiculaire Ōyama (大山ケーブルカー, Ōyama Kēburukā?)
- Funiculaire Takao Tozan (高尾登山ケーブル, Takao Tozan Kēburu?)

Région du Chūbu
- Funiculaire Jukkokutōge (十国峠ケーブルカー, Jukkokutōge Kēburukā?)
- Funiculaire Kurobe (黒部ケーブルカー, Kurobe Kēburukā?)
- Funiculaire Tateyama (立山ケーブルカー, Tateyama Kēburukā?)

Région du Kansai
- Funiculaire Amanohashidate (天橋立ケーブルカー, Amanohashidate Kēburukā?)
- Funiculaire Eizan (叡山ケーブル, Eizan Kēburu?)
- Funiculaire Ikoma (生駒ケーブル, Ikoma Kēburu?)
- Funiculaire Iwashimizu-Hachimangū (石清水八幡宮参道ケーブル, Iwashimizu Hachmangū Sandō Kēburu?)
- Funiculaire Kurama-dera (鞍馬寺ケーブル, Kurama-dera Kēburu?)
- Funiculaire Maya (摩耶ケーブルカー, Maya Kēburukâ?)
- Funiculaire du mont Kōya (高野山ケーブル, Kōyasan Kēburu?)
- Funiculaire de la forêt de Myōken (妙見の森ケーブル, Myōken-no-mori Kēburu?) (fermé en 2023)
- Funiculaire Nishi-Shigi (西信貴ケーブル, Nishi-Shigi Kēburu?)
- Funiculaire Rokkō (六甲ケーブルカー, Rokkō Kēburukā?)
- Funiculaire Sakamoto (坂本ケーブル, Sakamoto Kēburu?)

Île de Shikoku
- Funiculaire Yakuri (八栗ケーブル, Yakuri Kēburu?)

Île de Kyūshū
- Funiculaire de Beppu Rakutenchi (別府ラクテンチケーブル, Beppu Rakutenchi Kēburu?)
- Funiculaire du mont Sarakura (皿倉山ケーブルカー, Sarakurayama Kēburukā?)

## Chemins de fer industriels
- Chemin de fer de service des travaux de contrôle de l'érosion de Tateyama
- Chemin de fer industriel de Kurobe